# Карло Бергаміні
Карло Бергаміні (італ. Carlo Bergamini; 24 жовтня 1888, Сан-Феліче-суль-Панаро, Емілія-Романья — 9 вересня 1943, на борту лінкора «Рома») — італійський військово-морський діяч, адмірал Королівських ВМС Італії (посмертно), учасник Першої та Другої світових воєн. Командував різними формуваннями італійського флоту в Битві на Середземному морі. З 1943 року головнокомандувач Королівських військово-морських сил Італії. 9 вересня 1943 року загинув через бомбардування німецькою авіацією італійського лінкора «Рома» під час його спроби прорватися на Мальту.

## Біографія
Карло Бергаміні народився в Сан-Феліче-суль-Панаро, Модена, в родині карбонарія, колишнього члена добровольчих загонів «гарібальдіні», що билися разом з Джузеппе Гарібальді. 1908 року закінчив Королівську Військово-морську академію Італії в Ліворно з отриманням звання гардемарина (італ. Guardiamarina). Військову службу розпочав на броненосці «Реджина Елена». Молодим офіцером брав участь у італійсько-турецькій війні на броненосному крейсері «Веттор Пізані».
За часів Першої світової війни начальник артилерійської частини на крейсері «Піза». У 1918 році за проявлену мужність та сміливість у боях поблизу узбережжя Албанії отримав срібну медаль «За військову доблесть».
У міжвоєнний час пройшов усі ступені командування військовими кораблями та формуваннями, а також служив у Головному штабі ВМС Італії. Командував ескадреним міноносцем «Джачінто Каріні», дивізіоном міноносців, проходив службу на лінкорі «Андреа Доріа». З листопада 1934 року до березня 1936 року — начальник штабу 2-ї ескадри ВМС у Сато-Майоре. Надалі командував легкими крейсерами «Джованні делле Банде Нере», «Емануеле Дюка д'Аоста». У серпні 1937 року він був призначений головою Генерального директорату морської зброї Військово-морського міністерства.
У 1938 році отримав звання контр-адмірала, через рік дивізійного адмірала. Командував 5-ю дивізією надводних кораблів Італійського флоту, згодом був командиром лінійних кораблів «Кавур» та «Джуліо Чезаре». Пізніше очолив 4-ту дивізію надводних сил флоту.
7 травня 1940 року призначений командиром 9-ї дивізії надводних сил і через певний час начальником штабу 1-ї бойової ескадри. З 1940 року одночасно був помічником головнокомандувача флотом. З 24 липня 1941 року — командир 9-ї дивізії ВМФ і 2-ї ескадри. На борту лінкора «Вітторіо Венето» Брав участь у битві біля мису Спартівенто. Одночасно в 1940—1942 роках командував 9-ю (флагман «Вітторіо Венето»), в 1942—1944 роках — 5-ю дивізією надводних сил (флагман «Кайо Дуйліо»). У вересні 1943 року командир 1-ї ескадри.
5 квітня 1943 року призначений головнокомандувачем усіма військово-морськими силами Італії, змінивши на цій посаді адмірала Анджело Якіно.

### Загибель адмірала
У ранкові години 8 вересня 1943 року італійський флот готувався до виходу у море для протидії висадки союзного десанту в Салерно. Однак, пізніше ввечері адмірал Бергаміні отримав повідомлення про підписання перемир'я та вихід Італії з війни й наказ прибути основним силам флоту до контрольованого союзниками туніського узбережжя або до Мальти.
О 3:00 9 вересня 1943 року італійський флот вийшов з Ла-Спеції в напрямку на сардинський порт Ла-Маддалена та вже о 05:10 флот у складі трьох лінкорів, шести крейсерів, 14 есмінців і міноносців знаходився поблизу протоки Боніфачьо між островами Корсика та Сардинія, що з'єднує Тірренське й Середземне море.
Невдовзі, о 09:41 німецький літак-розвідник Ju 88, виявив італійську ескадру в Тірренському морі на схід від Сардинії і командир 2-ї авіадивізії 2-го повітряного флоту генерал-лейтенант Йоханнес Фінк наказав атакувати колишніх союзників.

Схема переходу італійських кораблів і загибелі лінкору «Рома» 9 вересня 1943

Спочатку, близько 10:00, удар по італійських кораблях поблизу Порто Торрес завдали звичайні бомбардувальники, які, проте, не заподіяли їм ушкоджень. Флагман флоту, лінійний корабель «Рома» на якому перебував головнокомандувач адмірал К. Бергаміні спочатку вогню по літаках німців не відкривав, зважаючи на наказ головнокомандувача Збройних сил Італії маршала П'єтро Бадольйо не вступати у протиборство з німецькими військами. Але кораблі флоту змушені були відкрити вогонь по німецьких бомбардувальників, проте, зенітна артилерія не могла дістати цілей на такій відстані.
О 14:00 друга ударна хвиля із 17 літаків Do-217K-2 зі складу III./KG 100 з аеродрому Істр-Марсель піднялася в повітря. Перша керована бомба Fritz X була скинута з «Дорньє» оберлейтенанта Генріха Шметца та влучила у корму о 15:30. О 15:46 літак командира групи майора Б. Йопе атакував і отримав друге пряме влучення в корму лінкора «Рома», що істотно знизило його хід. Важка бронебійна бомба прошила корабель наскрізь і вибухнула у воді в районі котельних відділень № 7 і 8. Однотипний з «Ромою» лінкор «Італія» теж отримав пряме ураження авіабомбою; бомба, пробив дві броньові палуби, також вибухнула у воді.
О 15:52 лінкор отримав ще одне влучення, вже у середню частину корпусу «Роми». У результаті дій екіпажу бомбардувальника оберфельдфебеля Курта Штайнборна, здетонував боєзапас 6-дюймових снарядів, який, своєю чергою, викликав вибух і детонацію артилерійських льохів носових башт головного калібру. Корабель остаточно втратив хід і став стрімко наповнюватися водою. Зусилля екіпажу у боротьбі за живучість не дали результатів. Корпус «Роми» переломився й о 16:12 лінкор затонув.
Разом з кораблем загинув адмірал Бергаміні, начальник штабу з'єднання адмірал Станіслао Карачотті, командир корабля Адоне Дель Чіма, разом з іншими 1 254 членами екіпажу (66 з 71 офіцера та 1188 матросів). Лінкор «Італія», незважаючи на забір 1246 тонн води (830 після вибуху та ще 416 з метою компенсувати остійність судна), згодом зміг своїм ходом дійти до Мальти.

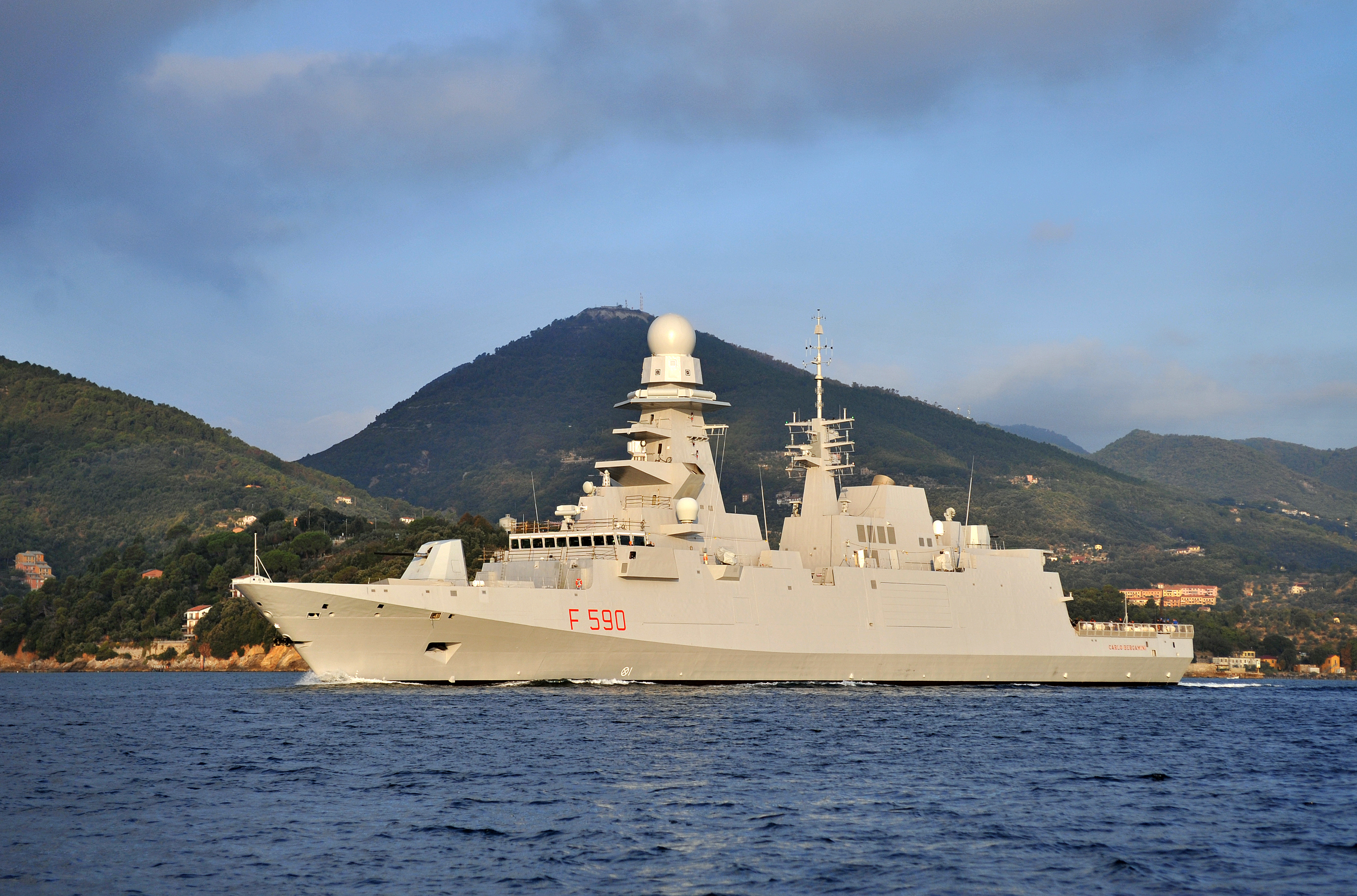
Сучасний італійський багатоцільовий фрегат «Карло Бергаміні». 2011

## Спадщина
Тіло адмірала було знайдене та поховане у морі поблизу острову Асінара північніше Сардинії. У 1960 році до строю італійських ВМС увійшов фрегат названий на честь адмірала — «Карло Бергаміні». У 2011 році італійські військово-морські сили отримали на озброєння найсучасніший багатоцільовий фрегат нового типу «Карло Бергаміні», що будувався за програмою FREMM.

## Нагороди
- Медаль «За військову доблесть» (Італія)
  - Срібна (2 жовтня 1918)
  - Срібна (1942)
  - Золота (20 грудня 1943; посмертно)
- Кавалер ордена Святих Маврикія та Лазаря (1 червня 1930)
- Лицар Савойського військового ордена (3 березня 1942)
- 3 хрести «За військову доблесть» (Італія)
- Залізний хрест 2-го класу (Третій Рейх)